# 声响诱饵

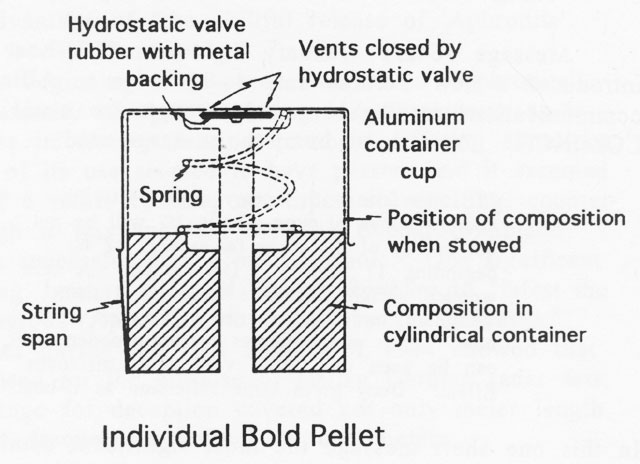
博爾德魚雷誘標的結構

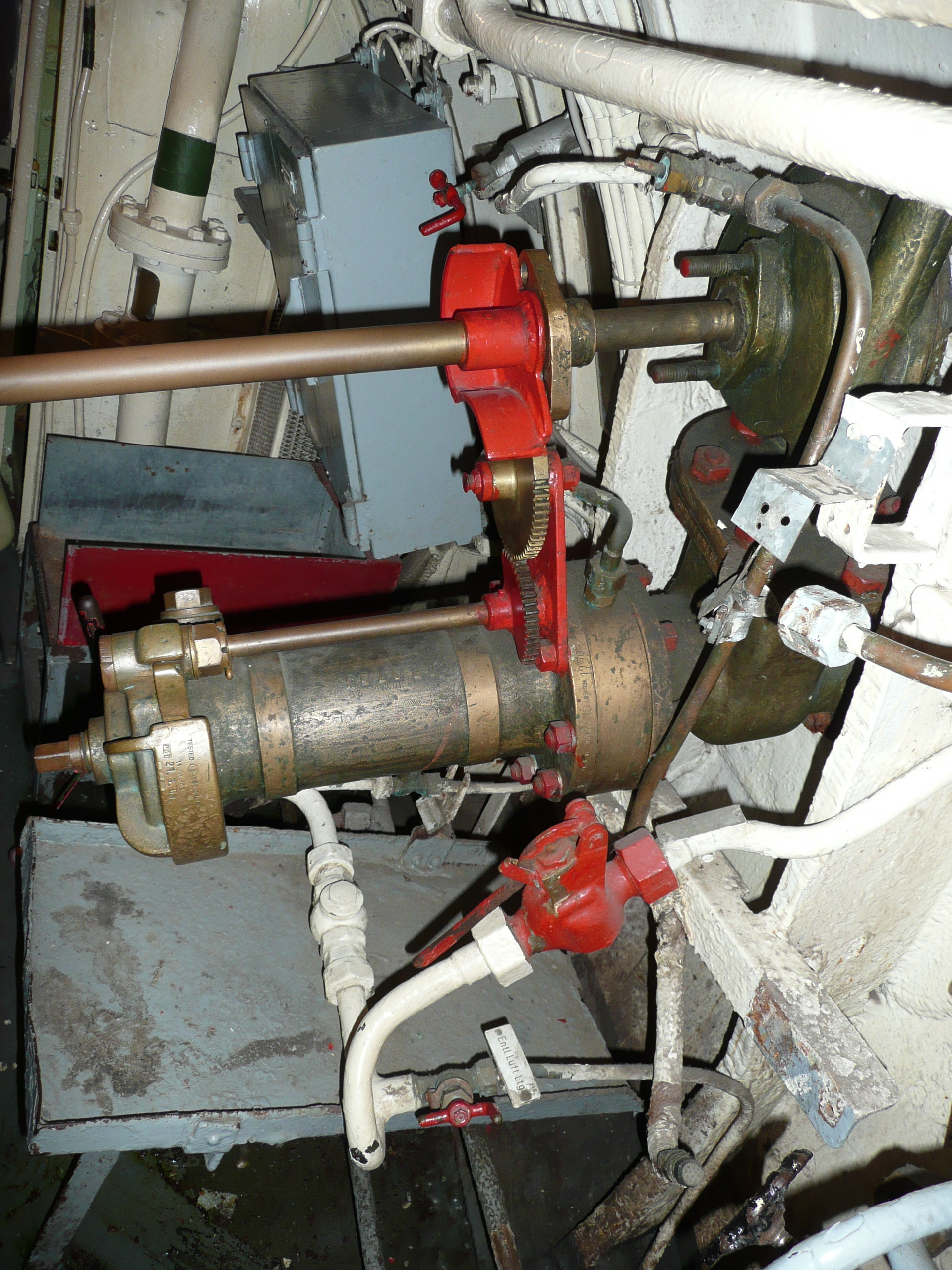
博爾德魚雷誘標的發射管，在XXI級潛艇的船尾艙.

声响诱饵（sonar decoy; torpedo decoy）也经常称为声诱饵、声学诱饵、鱼雷诱饵、魚雷誘標。它是一种干扰敌方声纳的武器对抗设备和主动防护系统；一般被认为是软杀伤系统。

## 例子
以色列拉法尔公司的“鱼雷杀手”弹，它是软、硬结合摧毁鱼雷的系统。

## 參閲
- 龙伯透镜

## 外部連結
- . uboataces.com.   [2021-12-30]. （原始内容存档于2021-11-22）.